# わたしは別よ
『わたしは別よ』（わたしはべつよ、原題・英語: She Done Him Wrong）は、1933年に製作・公開されたアメリカ合衆国の映画である。

## 概要
1928年にニューヨークで初演されたメイ・ウエスト原作・主演の戯曲『ダイヤモンド・リル』に基づく作品であり、ローウェル・シャーマンが監督、ウエストとケーリー・グラントが主演した。ウエストにとっては映画出演2作目にして初の主演映画となった。

## キャスト
- レディ・ルー：メイ・ウエスト
- カミングス：ケーリー・グラント
- チック・クラーク：オーウェン・ムーア
- セルゲイ・スタニエフ：ギルバート・ローランド
- ガス・ジョーダン：ノア・ビアリー

## スタッフ
- 監督：ローウェル・シャーマン
- 製作：ウィリアム・ルバロン
- 脚本：メイ・ウエスト、ハーヴェイ・F・シュウ、ジョン・ブライト
- 音楽：ジョン・レイポルド（クレジットなし）
- 撮影：チャールズ・ラング
- 編集：アレクサンダー・ホール
- 美術：ロバート・アッシャー
- 衣裳：イーディス・ヘッド

## アカデミー賞ノミネーション
- 作品賞